# Frankie Adams
Pour les articles homonymes, voir Adams.
Ne doit pas être confondu avec Frankie Addams.
Frankie Adams, née le 3 janvier 1994 à Savai'i, est une actrice néo-zélandaise et samoane. Elle est connue pour ses rôles dans les séries télévisées The Expanse et Shortland Street.

## Carrière
De 2017 à 2022, elle interprète Bobbie dans la série télévisée de science fiction The Expanse.
En 2023, elle tient le rôle de Candy dans la série télévisée Les Fleurs sauvages, adapté du roman The Lost Flowers of Alice Hart de l'autrice australienne Holly Ringland. 

## Filmographie

### Télévision
- 2010–2015 : Shortland Street : Ula Levi
- 2017–2022 : The Expanse : Roberta "Bobbie" W. Draper
- 2023 : Les Fleurs sauvages : Candy

### Cinéma
- 2018 : Mortal Engines : Yasmina Rashid